# Плужненська сільська рада
Плу́жненська сільська́ ра́да — орган місцевого самоврядування Плужненської сільської громади Шепетівського району Хмельницької області. Розташована в селі Плужне.

## Склад ради
Рада складається з 24 депутатів та голови.
- Голова ради: Максимчук Віктор Йосипович
- Секретар ради: Гребенюк Людмила Миколаївна

### Керівний склад попередніх скликань
| Прізвище, ім'я, по батькові | Основні відомості                                                 | Дата обрання | Дата звільнення |
| --------------------------- | ----------------------------------------------------------------- | ------------ | --------------- |
| Максимчук Віктор Йосипович  | Сільський голова, 1961 року народження, освіта вища               | 15.11.2015   |                 |
| Максимчук Віктор Йосипович  | Сільський голова, 1961 року народження, освіта вища               | 26.03.2006   |                 |
| Максимчук Віктор Йосипович  | Сільський голова, 1961 року народження, освіта вища, безпартійний | 31.10.2010   |                 |

Примітка: таблиця складена за даними сайту Верховної Ради України

### Депутати
За результатами місцевих виборів 2010 року депутатами ради стали:

#### За суб'єктами висування
| Суб'єкт висування                 | Кількість обраних депутатів | %    |
| --------------------------------- | --------------------------- | ---- |
| Самовисування                     | 20                          | 83,3 |
| Політична партія «Сильна Україна» | 2                           | 8,3  |
| Партія регіонів                   | 1                           | 4,2  |
| Соціалістична партія України      | 1                           | 4,2  |

#### За округами
| № округу                          | Прізвище, ім'я, по батькові    | Дата визнання обраним | Освіта  | Партійна приналежність                        | Відомості про обраного депутата                                                                                            |
| --------------------------------- | ------------------------------ | --------------------- | ------- | --------------------------------------------- | --- |
| Партія регіонів                   |                                |                       |         |                                               | |
| 17                                | Маленюк Валентина Миколаївна   | 03.11.2010            | вища    | позапартійна                                  | тимчасово не працює |
| Політична партія «Сильна Україна» |                                |                       |         |                                               | |
| 19                                | Коберник Петро Олександрович   | 03.11.2010            | вища    | член Політичної партії «Сильна Україна»       | ТОВ «Ізяслав-Ріпак-Полісся», зав.фермою                                                                                    |
| 21                                | Рижик Наталія Василівна        | 03.11.2010            | середня | позапартійна                                  | тимчасово не працює |
| Соціалістична партія України      |                                |                       |         |                                               | |
| 7                                 | Вільбовець Людмила Феофанівна  | 03.11.2010            | вища    | член Соціалістичної партії України            | Плужненська санаторна школа, вчитель                                                                                       |
| Самовисування                     |                                |                       |         |                                               | |
| 1                                 | Бродюк Неля Казимирівна        | 03.11.2010            | вища    | позапартійна                                  | Плужнеська сільська рада, зав дитсадком                                                                                    |
| 2                                 | Бродюк Геннадій Миколайович    | 03.11.2010            | вища    | позапартійний                                 | пенсіонер |
| 3                                 | Єфімчук Алла Янівна            | 03.11.2010            | вища    | позапартійна                                  | Плужнянська санаторна школа, бухгалтер                                                                                     |
| 4                                 | Тимощук Олександр Кузьмович    | 03.11.2010            | вища    | позапартійний                                 | дільнича ветлікарня, завідувач                                                                                             |
| 5                                 | Демчук Леонід Миколайович      | 03.11.2010            | вища    | позапартійний                                 | Свято-Михайлівська церква, священик                                                                                        |
| 6                                 | Гребенюк Людмила Миколаївна    | 03.11.2010            | вища    | позапартійна                                  | Плужненська сільська рада, секретар                                                                                        |
| 8                                 | Даниленко Галина Анатоліївна   | 03.11.2010            | вища    | позапартійна                                  | Плужненський професійно-аграрний ліцей, викладач                                                                           |
| 9                                 | Семенишина Людмила Петрівна    | 21.03.2011            | вища    | позапартійна                                  | управління Держкомрезерву в Ізяславському районі, головний спеціаліст відділу землеустрою та моніторингу та охорони земель |
| 10                                | Оліферук Уляна Степанівна      | 03.11.2010            | вища    | позапартійна                                  | Плужненський професійно-аграрний ліцей, викладач                                                                           |
| 11                                | Вітківська Лариса Леонідівна   | 03.11.2010            | вища    | позапартійна                                  | дільнича лікарня, лаборант                                                                                                 |
| 12                                | Хомяк Анатолій Петрович        | 03.11.2010            | вища    | позапартійний                                 | Плужненський будинок культури, директор                                                                                    |
| 13                                | Ніцак Тетяна Миколаївна        | 03.11.2010            | вища    | член Всеукраїнського об'єднання «Батьківщина» | ТОВ «Ізяслав-Ріпак-Полісся», економіст                                                                                     |
| 14                                | Мельнишина Надія Миколаївна    | 03.11.2010            | вища    | позапартійна                                  | дільнича лікарня, медична сестра                                                                                           |
| 15                                | Маленюк Володимир Анатолійович | 03.11.2010            | вища    | позапартійний                                 | Плужненська сільська рада, інструктор зі спорту                                                                            |
| 16                                | Сивиринюк Валентина Миколаївна | 03.11.2010            | вища    | позапартійна                                  | Плужненська сільська рада, головний бухгалтер                                                                              |
| 18                                | Шурпіта Зоя Олександрівна      | 03.11.2010            | вища    | позапартійна                                  | професійно-аграрний ліцей, методист                                                                                        |
| 20                                | Артенюк Тетяна Олександрівна   | 03.11.2010            | вища    | позапартійна                                  | дільнича лікарня, медична сестра                                                                                           |
| 22                                | Красовська Олена Дмитрівна     | 03.11.2010            | вища    | позапартійна                                  | сільський клуб с. Хотень І, завідувачка                                                                                    |
| 23                                | Іщук Тетяна Василівна          | 03.11.2010            | вища    | позапартійна                                  | фельдшерсько-акушерський пункт с. Хотень І, завідувачка                                                                    |
| 24                                | Маліновська Олена Анатоліївна  | 03.11.2010            | середня | позапартійна                                  | Ізяславський районний територіальний центр, соцпрацівник                                                                   |

## Господарська діяльність

Поля на південь від Плужного

Основним видом господарської діяльності населених пунктів сільської ради є сільськогосподарське виробництво. Воно складається з товариств з обмеженою відповідальністю «РУСЬ-ДМ», «Ленд ком» і індивідуальних селянських (фермерських) господарств. Основним видом сільськогосподарської діяльності є вирощування зернових культур, допоміжним — виробництво м'ясо-молочної продукції і овочевих культур.

## Річки
Територією сільської ради протікає річка Устя, яка бере свій початок поблизу заповідного урочища «Круглик» тече в західному — північно-західному напрямку через села Плужне, Хотень Перший, Хотень Другий, Дертка, Кам'янка і впадає в річку Вілія. За 1 км на південний схід від польового стану сільськогосподарського товариства «РУСЬ-ДМ» бере початок річка Сошенка, тече в південно — східному напрямку через села Заріччя, Сошне і впадає у річку Горинь в районі Старого міста Ізяслава. На східній околиці села Гаврилівка бере початок річка Більчинка, тече в південно — східному напрямку через села Більчин, Більчинка, Іванівка і впадає в річку Горинь поблизу села Васьківці.

## Заповідні об'єкти

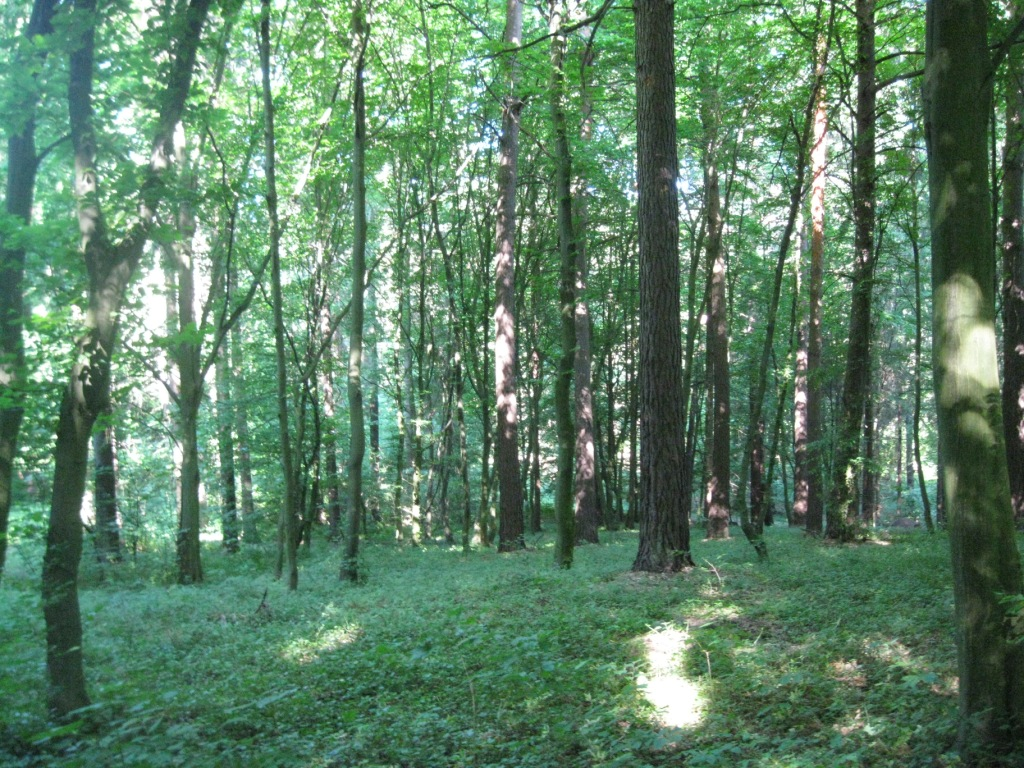
Урочище Круглик. Листяний ліс

Парк князів Яблоновських — пам'ятка садово-паркового мистецтва «Плужнянський», урочище «Замчисько», заповідне урочище «Круглик», ботанічна пам'ятка природи «Плужнянська дача» (Плужненське лісництво) — є об'єктами природно-заповідного фонду.